# Philly (série télévisée)
Pour les articles homonymes, voir Philly.
Philly est une série télévisée américaine en 22 épisodes de 55 minutes, créée par Steven Bochco et Alison Cross, et diffusée entre le 25 septembre 2001 et le 28 mai 2002 sur le réseau ABC.
En France, la série a été diffusée entre le 3 mars et le 9 juin 2005 sur 13e rue. Elle reste inédite dans les autres pays francophones.

## Synopsis
Cette série met en scène la vie de Kathleen Maguire, avocate à Philadelphie, qui essaie de concilier une vie professionnelle accaparante et une vie personnelle rendue difficile par les conflits qui l'opposent à son ex-époux.

## Distribution
- Kim Delaney (VF : Françoise Cadol) : Kathleen Maguire
- Tom Everett Scott (VF : Thomas Roditi) : Will Froman
- Kyle Secor (VF : Bertrand Liebert) : Daniel X. Cavanaugh
- Rick Hoffman (VF : David Krüger) : Terry Loomis
- Diana-Maria Riva (VF : Nathalie Bienaimé) : Trish
- Scotty Leavenworth : Patrick Cavanaugh

 Source et légende : version française (VF) sur RS Doublage

## Épisodes
1. Question d’instinct (Pilot)
2. Un coupable idéal (Porn Again)
3. La Peur du noir (Light My Fire)
4. Pouvoir de persuasion (Tempus Fugitive)
5. Une journée d’enfer (Philly Folly)
6. Dans le feu de l’action (Blown Away)
7. Commérages (Prisoner of Love)
8. Trahisons et mensonges (Truth or Consequence)
9. Le Loup et l’agneau (Loving Sons)
10. La Condition humaine (Fork You Very Much)
11. La Jurée (Live and Leg Die)
12. Vérité et conséquences (The Curse of the Klopman Diamonds)
13. Le juge est homme (Ripley, Believe It or Not)
14. Les Aveux (Meat Me in Philly)
15. L’Espoir (Lies of Minelli)
16. La Jurée (Here Comes the Judge)
17. Conflits d'intérêts (There's No Business Like No Business)
18. Un amour de frère (Brotherly Love)
19. Menaces (San Diego Padre)
20. Show devant (Tall Tales)
21. Bienvenue au club (Thanks for the Mammaries)
22. Que justice soit faite (Mojo Rising)

## Commentaires
Imaginée par Steven Bochco, qui avait signé New York Police Blues dans laquelle jouait déjà Kim Delaney, cette série n'a pas trouvé son public aux États-Unis et s'est arrêtée après une seule saison.